# Ernst Busch (katona)
Ernst Bernhard Wilhelm Busch (Essen, 1885. július 6. – Aldershot, 1945. július 17.) német tábornagy a második világháború alatt.

## Élete és pályafutása
Essenben született 1885-ben. A Groß Lichterfelde-i katonai akadémiára járt. 1904-ben belépett a porosz hadseregbe, és az első világháború alatt a nyugati fronton szolgált. 1918-ban megkapta a Pour le Mérite érdemrendet. A háború után maradt a seregben, és 1925-ben a katonai szállítások felügyelője lett. 1930-ban előléptették alezredessé, és kinevezték a 9. gyalogezred élére.
Busch alatt szolgált 1939-ben Lengyelország lerohanásakor Wilhelm List. A következő évben a 16. hadsereg parancsnoka volt a nyugati fronton. Hitler kitüntette a Lovagkereszttel addigi erőfeszítéséi miatt.
Részt vett a Barbarossa hadműveletben, valamint 1941. szeptember 8-án a 16. hadsereggel elfoglalta  Gyemjanszk városát, mielőtt Leningrád alá vonult. Az orosz ellentámadás ellenére tartották a vonalat Sztaraja Russzától Osztaskovig. A bátor védelem miatt tábornaggyá léptették elő. A központi hadseregcsoport parancsnoka lett 1943-ban és 1944-ben, de az 1944 júniusi vereség után Hitler leváltotta, és helyére Walter Modelt nevezte ki.
1945-ben a nyugati hadseregcsoport élére nevezték ki. Kurt Student 1. ejtőernyős alakulatával együtt azt a parancsot kapták, hogy állítsák meg a Németországba nyomuló szövetséges erőket. Busch 1945. május 3-án adta meg magát Bernard Montgomery tábornagynak.
1945. július 17-én halt meg az angliai aldershoti hadifogolytáborban. A staffordshire-i Cannock Chase német katonai temetőben nyugszik.

## Fordítás
Ez a szócikk részben vagy egészben  az   Ernst Busch (military) című angol Wikipédia-szócikk fordításán alapul.  Az eredeti cikk szerkesztőit annak laptörténete sorolja fel. Ez a jelzés csupán a megfogalmazás eredetét és a szerzői jogokat jelzi, nem szolgál a cikkben szereplő információk forrásmegjelöléseként.